# 团泊医学园站
团泊医学园站，是一个位于中国天津市静海区华康街道团泊大道与鄱阳湖路交口北侧的属于津静线的市郊铁路高架式车站。2021年2月10日开工建设，2024年9月28日开通运营。本站曾先后被命名为国际医学城站、协和天津医院站。

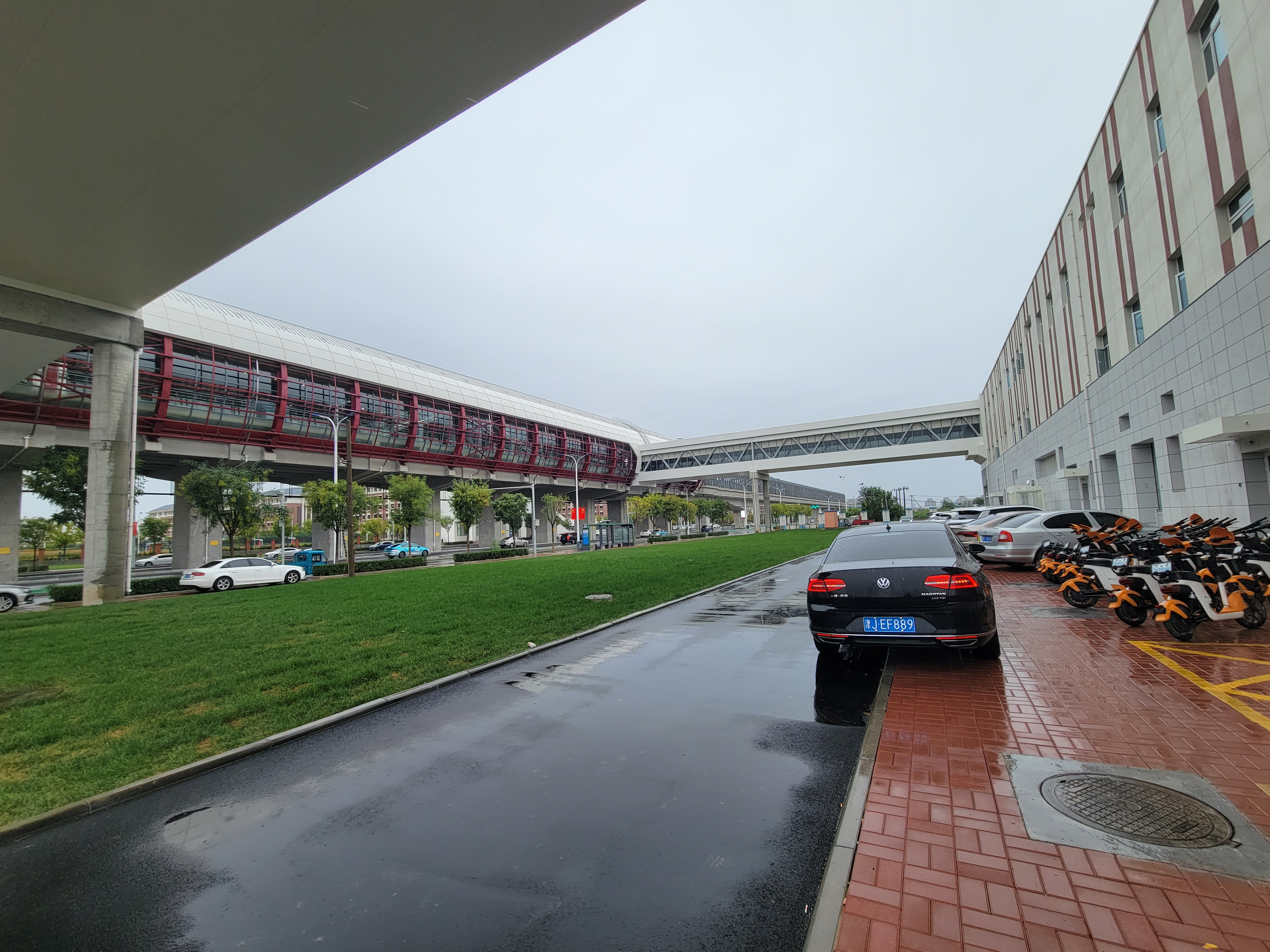
天津地铁津静线团泊医学园站外景

车站为路中高架二层侧式车站，设有A、C、B1、B2四个出入口，天桥单跨长56.76米。车站外立面提取了周边高校和医院建筑的白色、红色风格，结合轨道交通自身特点采用了砖红色结构骨架，哑光白色铝板以及玻璃幕墙相结合的设计，在通道内的墙壁上装饰了大量的中药柜元素，并且浮雕上中草药名。

## 車站結構
团泊医学园站为路中高架二层侧式车站，沿团泊大道布置，站厅位于一层，站台位于二层，为侧式站台，设有低站台门。

## 车站出口
团泊医学园站设有A、B1、B2、C四个出口，目前开放B1、C两个出口，各出口及周围设施如下所示：
|                                          |      |                            |                                                          |
| 出口编号                                 | 照片 | 地点                       | 可到达目的地                                             |
| 出口 · A · 扶手电梯标志                  |      | 鄱阳湖路北侧、团泊大道西侧 | （暂不开放）                                             |
| 出口 · B · 1 · 升降机标志 · 扶手电梯标志 |      | 团泊大道东侧               | 董庄窠村、北京协和医院天津医院、中国医学科学院血液病医院 |
| 出口 · B · 2 · 扶手电梯标志              |      | 团泊大道东侧               | （暂不开放）                                             |
| 出口 · C · 扶手电梯标志                  |      | 团泊大道西侧               | 天津中医药大学新校区、天津医科大学新校区                 |
| 註： 設有 \| 設有扶手電梯                |      |                            |                                                          |

## 接驳交通
| 公共汽车线路 \| 编号 \| 编号 \| 线路 \| 线路 \| 线路 \| 收费 \| 运营商 \| 备注 \| \| ---- \| ----- \| -------------- \| ---- \| ---------------- \| ---- \| ---------- \| ---- \| \| \| 891 \| 静海公交站 \| ⇆ \| 健康产业园公交站 \| 3元 \| 公交三公司 \| \| \| \| 静1南 \| 大邱庄联通大厦 \| ⇆ \| 市域团泊健康城站 \| 3元 \| 泓泽客运 \| \| |       |                |      |                  |      |            |      |
| 编号 | 编号  | 线路           | 线路 | 线路             | 收费 | 运营商     | 备注 |
| | 891   | 静海公交站     | ⇆    | 健康产业园公交站 | 3元  | 公交三公司 |      |
| | 静1南 | 大邱庄联通大厦 | ⇆    | 市域团泊健康城站 | 3元  | 泓泽客运   |      |

| 编号 | 编号  | 线路           | 线路 | 线路             | 收费 | 运营商     | 备注 |
| ---- | ----- | -------------- | ---- | ---------------- | ---- | ---------- | ---- |
|      | 891   | 静海公交站     | ⇆    | 健康产业园公交站 | 3元  | 公交三公司 |      |
|      | 静1南 | 大邱庄联通大厦 | ⇆    | 市域团泊健康城站 | 3元  | 泓泽客运   |      |

## 周边
该站主要服务于周边北京协和医学院天津校区、中国医学科学院血液病医院、天津医科大学、天津中医药大学及天津体育学院等。